# Buněčná banka

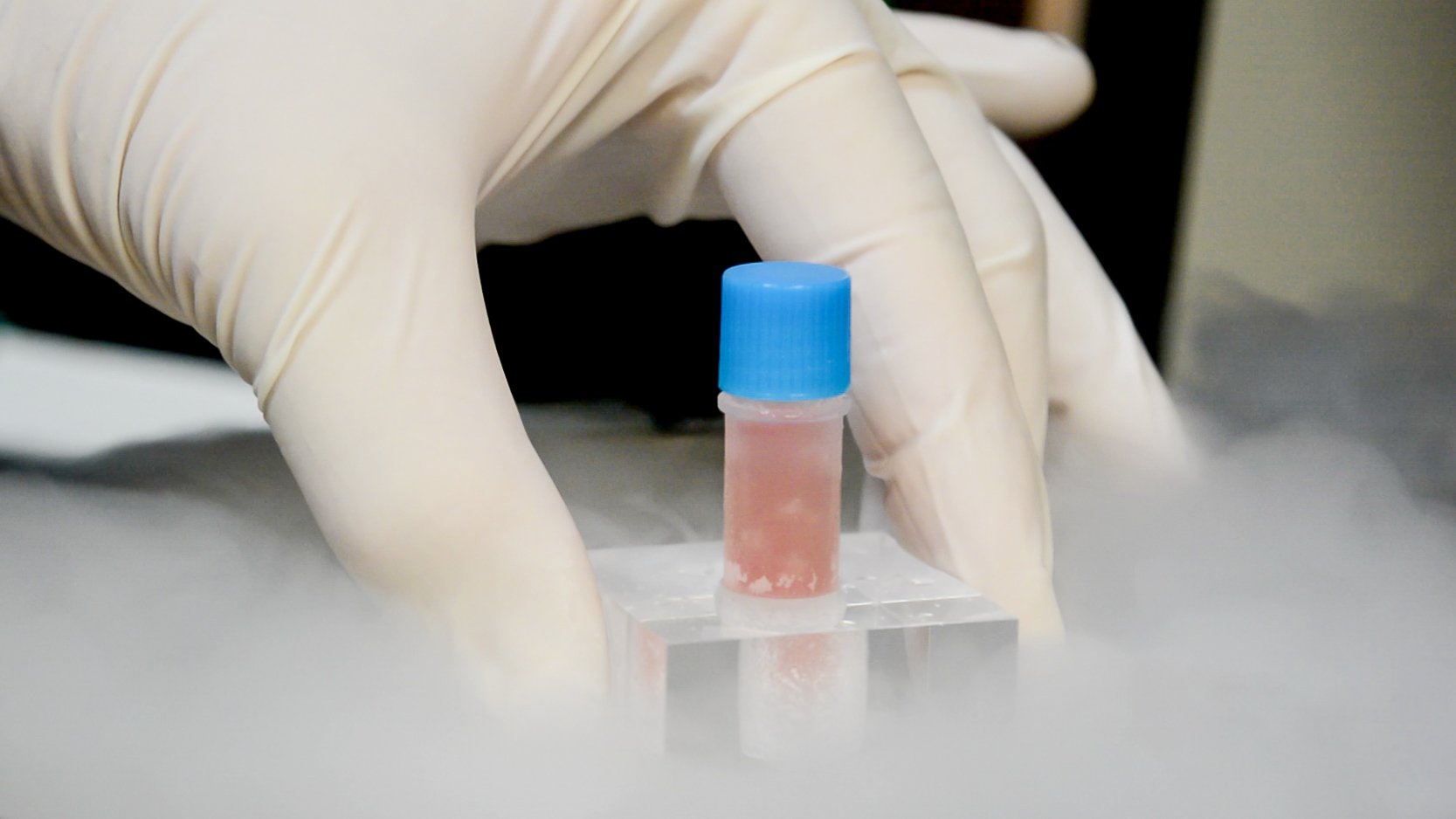
skladování kmenových buněk v kryoprotektantu

Buněčná banka je instituce zabývající se ukládáním a udržováním buněk a  umožňuje jejich skladování v nezměněné a neporušené formě.  Musí splňovat právní a etické požadavky pro vědecké a klinické použití buněk. Buněčné banky dodávají standardizované buňky do mnoha laboratoří, čímž jsou zajištěna kvalitní výzkumná data a srovnatelné výzkumné publikace. Pro standardizaci těchto buněk je nutné, aby byly bez mikrobiálních nečistot a aby nedošlo ke křížové kontaminaci jinými buňkami.  Dále mohou buněčné banky poskytnout rady ohledně výběru linií a osvědčené postupy kultivace a konzervace. 

## Systém buněčné banky
Systém buněčných bank se zpravidla skládá z banky základních buněk (master cell bank, MCB) a banky pracovních buněk (working cell bank, WCB). Při zakládání buněčné banky může být nová buněčná kultura zdrojem kontaminace (bakterií, mykoplazmat nebo hub), a proto je nejprve nutné uchovávat ji v karanténních podmínkách. Po potvrzení čistoty je tato kultura expandována do 10 až 20 ampulí a je vytvořena banka základních buněk.  Banka základních buněk pochází z jedné kolonie bakterií nebo kvasinek nebo z jedné eukaryotní buňky a skládá se z dostatečného množství ampulí kultury, které dále slouží jako počáteční materiál pro vytvoření banky pracovních buněk.  Před vytvořením banky pracovních buněk je třeba zajistit kontrolu kvality ampulí z banky základních buněk, což zahnuje potvrzení, že životaschopnost a počet buněk jsou přijatelné. Dále je nutná kontrola kontaminace bakteriemi, houbami a mykoplazmaty a autentizace buněk pomocí STR profilace, analýzy SNP nebo DNA barcodingem.  Banka pracovních buněk obsahuje buňky kultivované z jedné nebo více ampulí banky základních buněk. 

## Skladování
Buňky musí být skladovány v takových podmínkách, aby byla zajištěna jejich genetická stabilita. Jedna z možností je uložení v mrazáku, kde bude teplota udržována na minimálních -70 °C. Druhá možnost je použití tekutého dusíku nebo jeho par, což zajišťuje delší stabilitu vzorku než v předchozím případě. Dále se doporučuje uložení ampulí na více než jednom místě, z důvodu možného selhání mrazáku. 